# Mall del Sur (Perú)
Mall del Sur es un centro comercial ubicado en el cruce de las avenidas Los Lirios y Pedro Miotta, en el distrito de San Juan de Miraflores, ciudad de Lima, capital del Perú. Se inauguró el 13 de marzo de 2016. Fue construido por la Corporación EW, que también desarrolló Plaza Norte. Costó alrededor de 200 millones, invertidos por dicha corporación propiedad de Erasmo Wong Lu y está construido sobre un terreno de 35 mil m² en el distrito de San Juan de Miraflores, cerca a la carretera Panamericana Sur, límite con el distrito de Santiago de Surco. Las tiendas anclas que forman parte de este centro comercial son Ripley, Oechsle, Falabella, París, Tottus, H&M y Mango. Asimismo, cuenta con 13 salas de cine de la cadena Cineplanet, 12 salas tradicionales y una sala con proyección Ultra HD. También tiene una multitienda París, que estuvo temporalmente clausurada entre 2020 y 2025.

## Conflictos
En 2015, la constructora encargada de la realización del proyecto tuvo problemas con la Municipalidad de Lima; Corporación EW (de Erasmo Wong Lu) aclaró que el mall ya estaba un 83% listo y que las obras se reanudarían en septiembre del mismo año. Sin embargo, la construcción fue suspendida hasta comienzos de enero del 2016, y fue inaugurado por completo en marzo de ese año.

## Galería

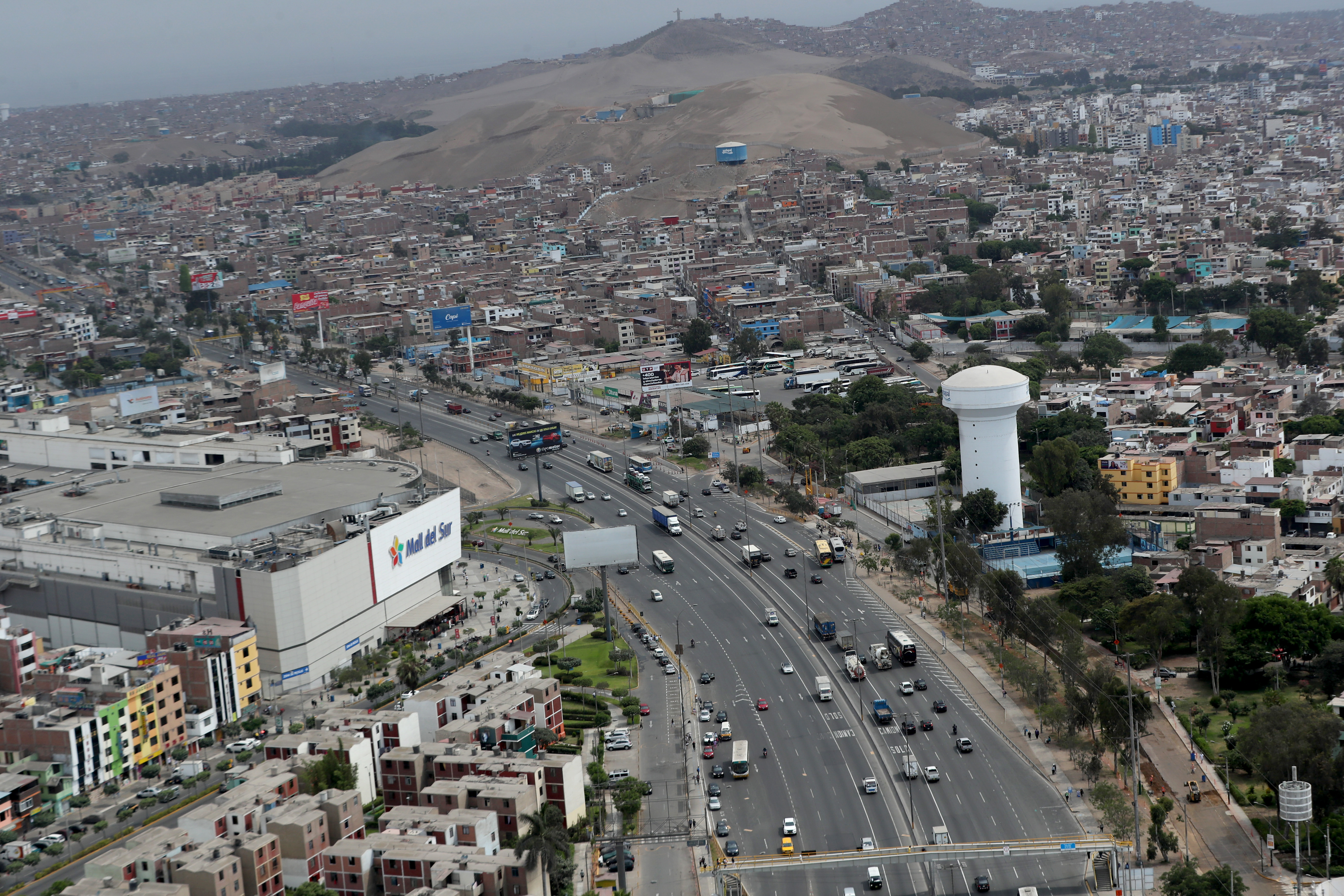
Junto a la Panamericana
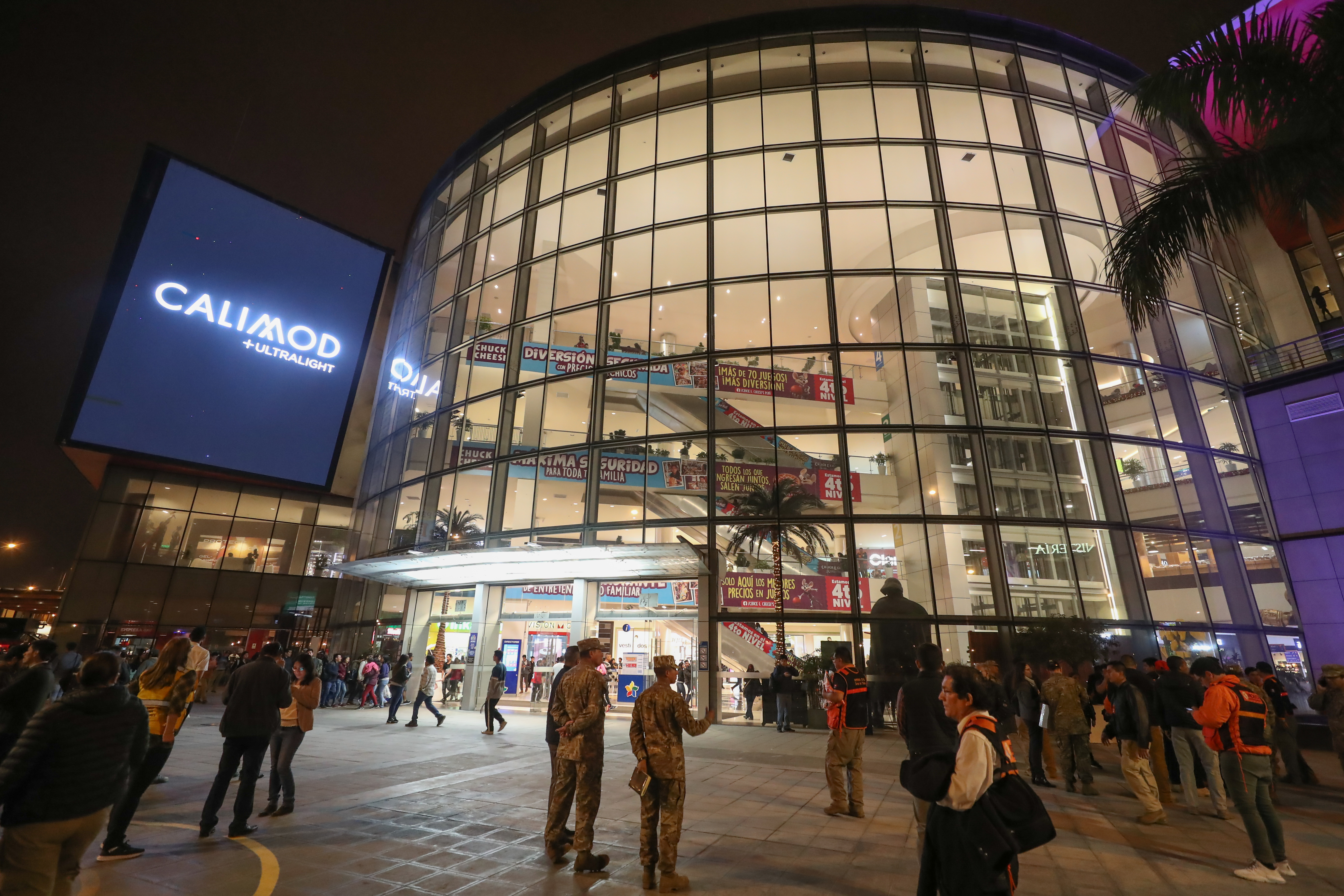
Entrada principal
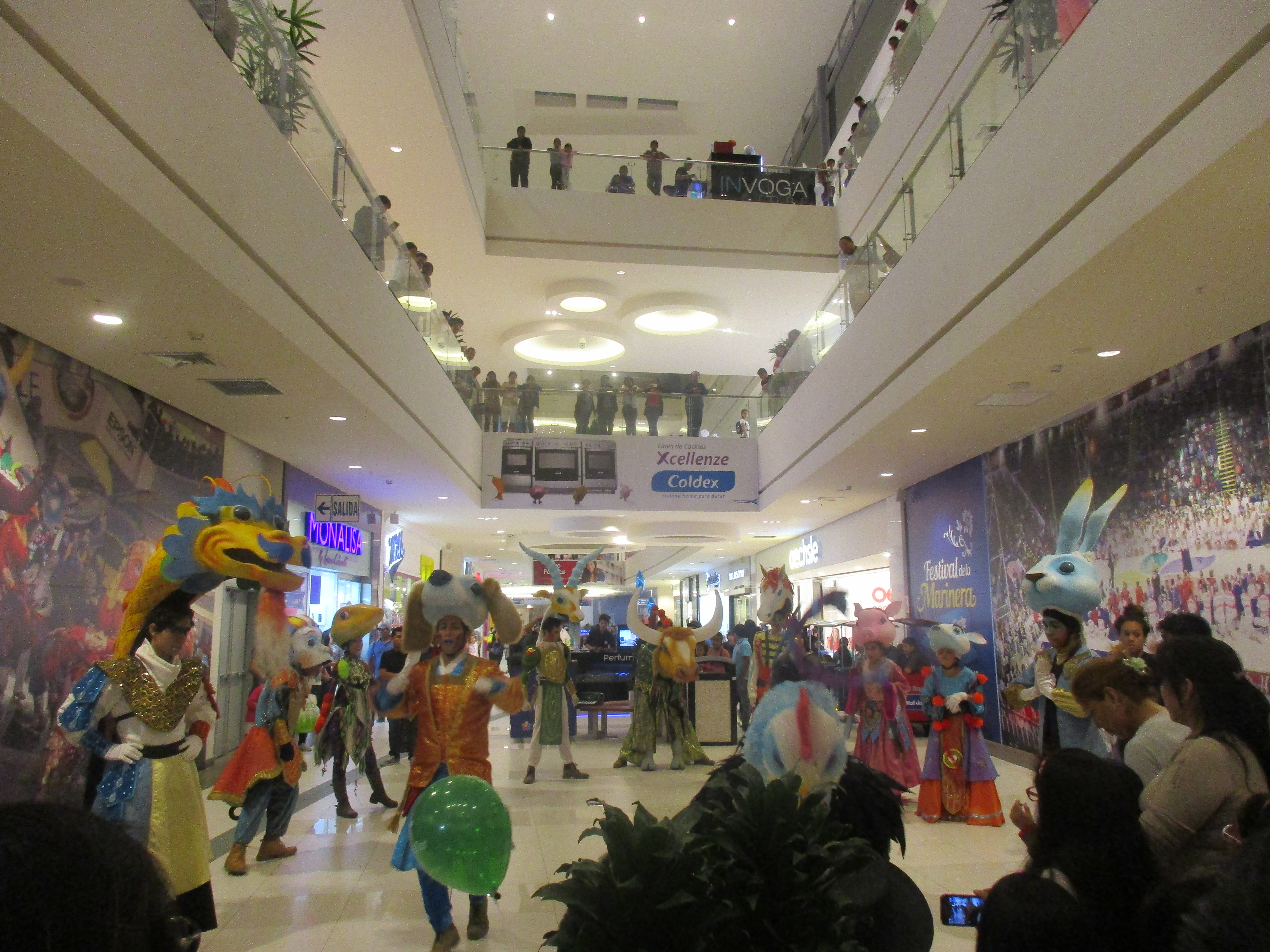
Interior
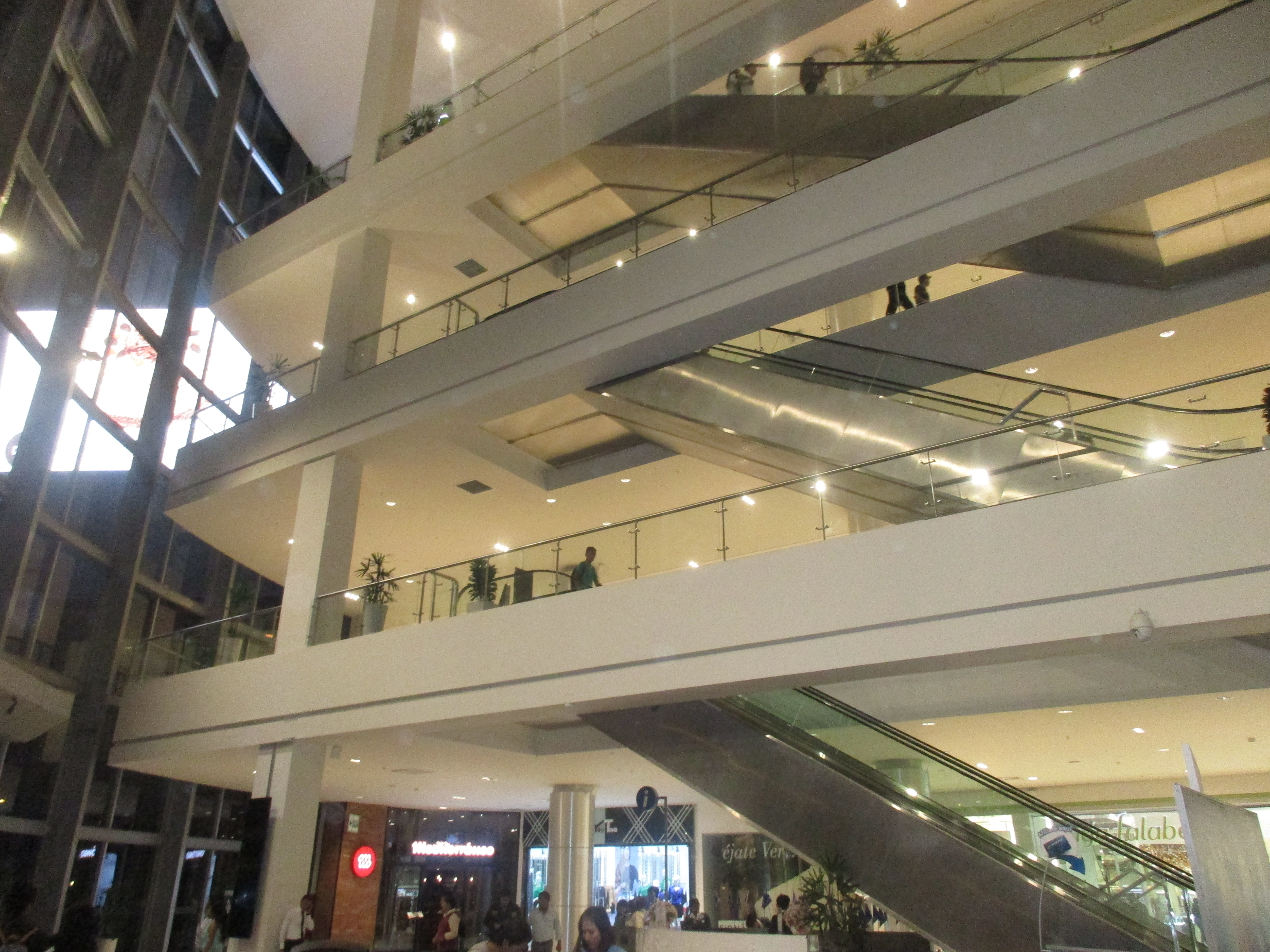
Escaleras eléctricas
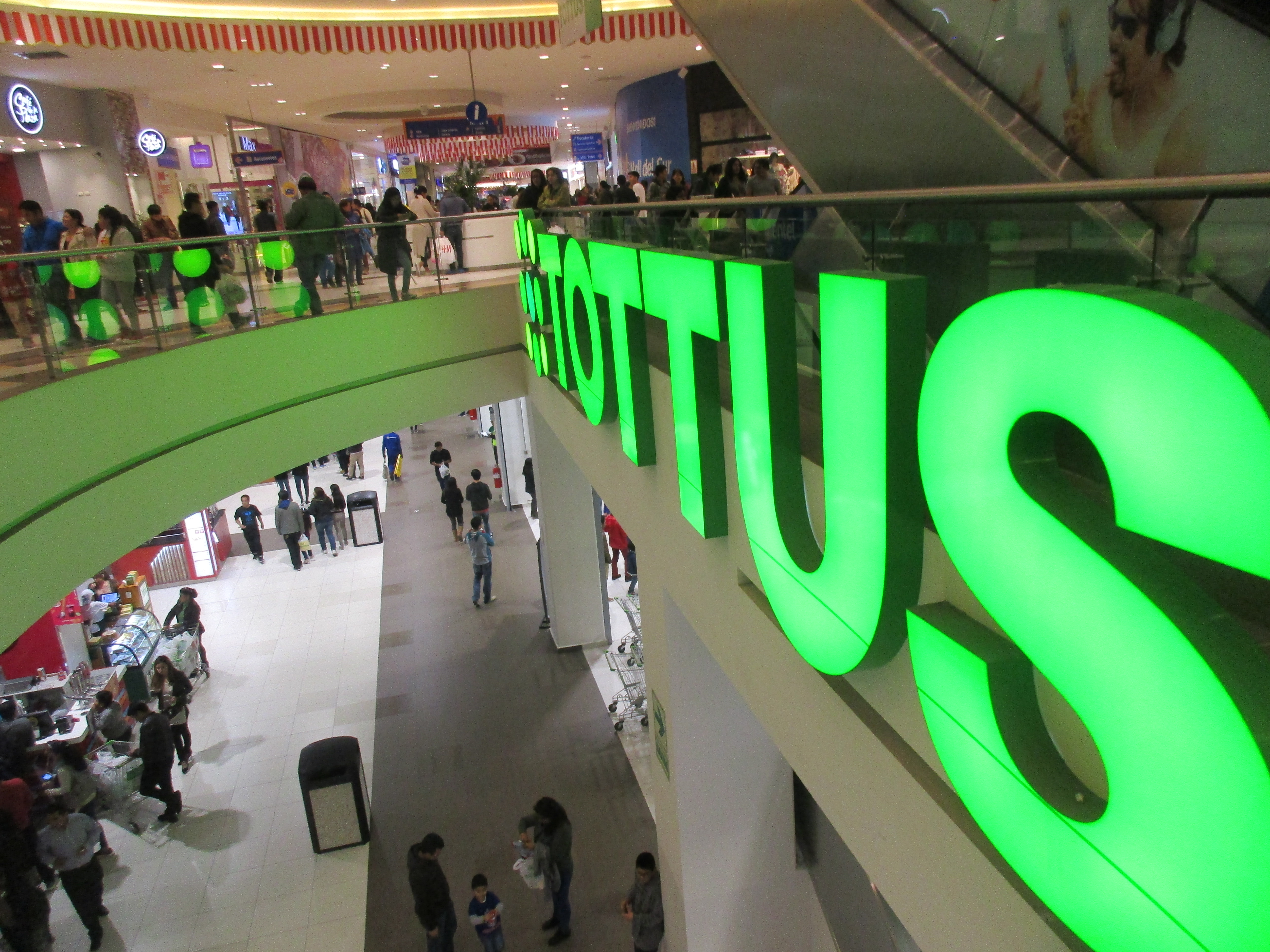
supermercado